# Centro Penitenciario y de Reeducación de Kinsasa
El Centro Penitenciario y de Reeducación de Kinsasa (en francés Centre pénitentiaire et de rééducation de Kinshasa) también llamado la prisión central de Makala (prison centrale de Makala), es el único centro de detención en Kinsasa la ciudad capital del país africano de la República Democrática del Congo. A pesar de su nombre, no se encuentra en la localidad de Makala, sino en la comuna o municipio de Selembao